# Dulichium arundinaceum
Dulichium es un género monotípico de plantas herbáceas de la familia de las ciperáceas. Su única especie es Dulichium arundinaceum (L.) Britton.  Originaria de  Norteamérica.

## Descripción
Es una planta acuática o  semiacuática de los lagos , arroyos y estanques de América del Norte . Tiene una distribución amplia, que cubre gran parte del continente . Tiene un  rizoma y crece a alturas cercanas a un metro . Es una reminiscencia del bambú , creciendo con tallos  erectos verdes brillantes en grandes rodales de hierbas . Las inflorescencias  crecen a partir de la axila de las hojas. Las espiguillas son generalmente en forma de lanza y cada una tiene hasta tres centímetros de largo cuando está madura.

## Taxonomía
Dulichium arundinaceum fue descrita por (L.) Britton  y publicado en Bulletin of the Torrey Botanical Club 21(1): 29. 1894.
Sinonimia
- Cyperus arundinaceus L.
- Cyperus ferrugineus L.
- Cyperus spathaceus (L.) L.
- Dulichium arundinaceum var. arundinaceum
- Dulichium canadense Rich. ex Pers.
- Dulichium spathaceum (L.) Rich. ex Pers.
- Dulichium spathaceum var. humilius Hook.
- Schoenus angustifolius Vahl
- Schoenus spathaceus L.
- Scirpus spathaceus (L.) Michx.
- Scirpus tegetalis Burch.
- Sparganium trifidum Poir.[3]